# Осада Турне (1340)
Осада Турне — осада английскими войсками короля Эдуарда III верного французам города Турне во Фландрии в рамках Столетней войны.
В морском сражении при Слёйсе 20 июня 1340 года Эдуард III нанес тяжелый удар по французскому флоту. Высадившись на побережье, король и его армия достигла Турне 23 июля. Помимо жителей, в городе находился французский гарнизон. Осада затянулась, и Филипп VI уже подходил к городу, когда у Эдуарда закончились деньги на содержание армии. По иронии судьбы, в то же время в Турне закончились запасы продовольствия, и город был готов капитулировать со дня на день.
Тёща короля Эдуарда Жанна Валуа посетила зятя в его палатке 22 сентября и просила о мире. Ту же просьбу она до того повторила перед Филиппом, своим братом. Достигнутое посредством Жанны перемирие помогло обоим монархам не потерять авторитета, а Турне был освобожден.